# Astrochlamys
Genre
Astrochlamys est un genre d'ophiures (échinodermes) de la famille des Gorgonocephalidae, que l'on trouve dans l'Antarctique.

## Liste des espèces
Selon World Register of Marine Species (18 janvier 2016) :
- Astrochlamys bruneus Koehler, 1912 -- Antarctique
- Astrochlamys sol Mortensen, 1936 -- Antarctique

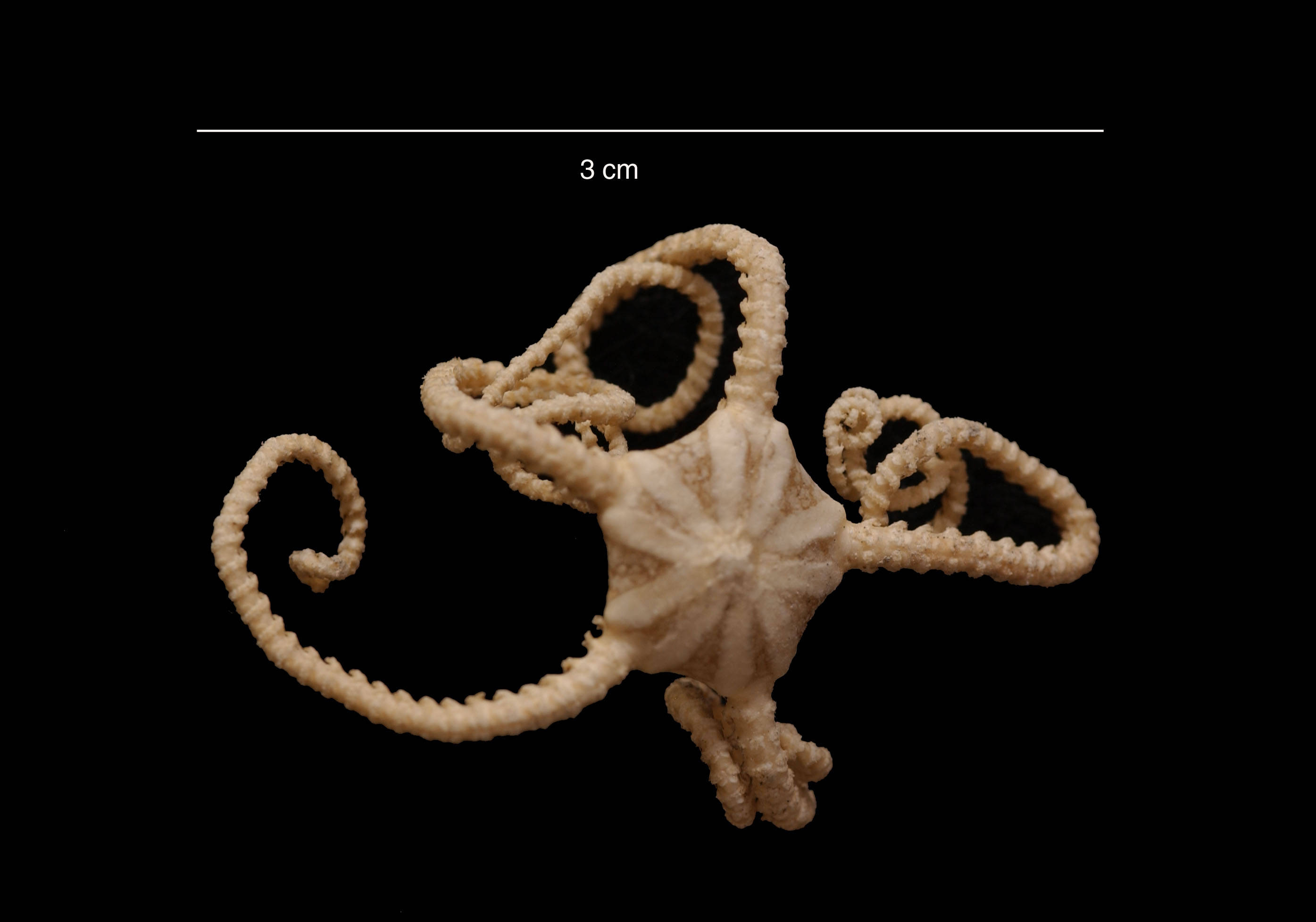
Astrochlamys bruneus
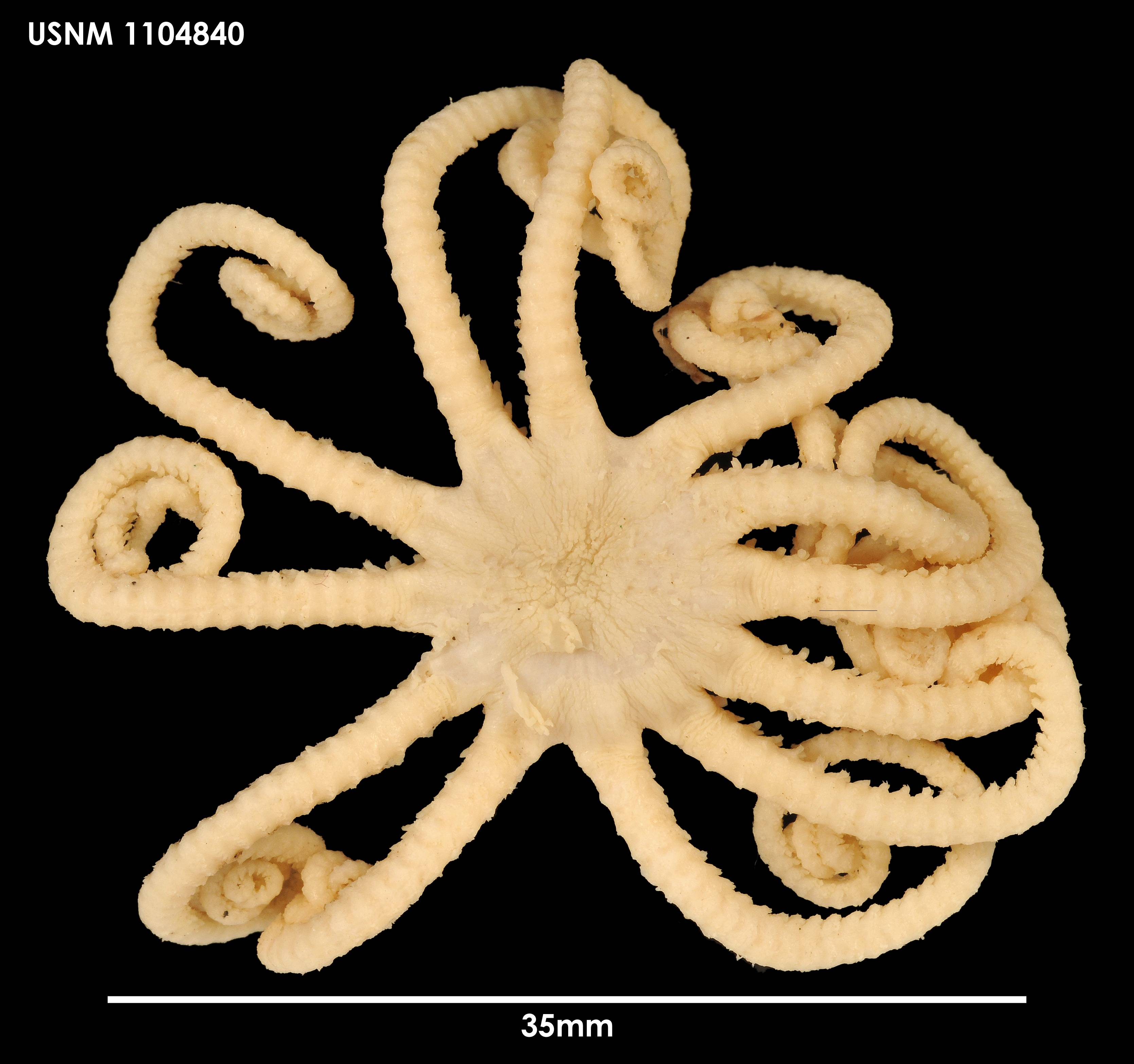
Astrochlamys sol